# Kostel svatého Ondřeje (Kuklov)
Kostel svatého Ondřeje je nedostavěná stavba nacházející se v osadě Kuklov.

## Historie
Roku 1495 byli Petrem IV. z Rožmberka povoláni na místo dnešního Kuklova pauláni, aby tam založili klášter. Ten však nebyl dokončen, kolem roku 1530 je uváděn jako opuštěný.
Roku 1967 sloužil nedostavěný klášter pro natáčení filmu Údolí včel režiséra Františka Vláčila.

## Stavba
Kostel byl stavěn jako jednolodní v pozdně gotickém slohu. Zachovaly se z něj obvodové zdi s pěti vysokými okny.